# Jerzy Lewandowski (teolog)
Jerzy Lewandowski (ur. 14 grudnia 1949 w Ostródzie) – polski duchowny katolicki, teolog, prof. dr. hab.

## Życiorys
W latach 1968–1974 odbył studia teologiczne w Warmińskim Seminarium Duchownym „Hosianum” w Olsztynie i w Metropolitalnym Seminarium Duchownym w Warszawie, a w latach 1976–1980 — studia teologiczne na Wydziale Teologicznym Katolickiego Uniwersytetu Lubelskiego. W 1980 uzyskał doktorat teologii dogmatycznej na podstawie pracy Naród w dziejach zbawienia w nauczaniu Kardynała Stefana Wyszyńskiego. Specjalizuje się w teologii dogmatycznej. Pełni funkcję kierownika Katedry Teologii Współczesnej w Warszawie Uniwersytetu Kardynała Stefana Wyszyńskiego. Wcześniej był kierownikiem II Katedry Teologii Dogmatycznej Papieskiego Wydziału Teologicznego we Wrocławiu.

## Ważniejsze publikacje
- Naród w nauczaniu kardynała Stefana Wyszyńskiego (1982),
- Eucharystia : sakrament osoby i wspólnoty w nauczaniu Prymasa Stefana Wyszyńskiego (1988),
- Przez sprawiedliwość ku miłości : nauka społeczna kardynała Józefa Glempa (1991),
- Eucharystia : dar i ofiara (1997),
- Naród w dziejach zbawienia (2001),
- Bóg i człowiek (2001),
- Drogi współczesnego człowieka do "źródła" życia (2004),
- W nadziei jesteśmy odkupieni : komentarz do encykliki Benedykta XVI Spe salvi (2008),